# Stifftia chrysantha
Stifftia chrysantha là một loài thực vật có hoa trong họ Cúc. Loài này được Mikan miêu tả khoa học đầu tiên năm 1820.